# Hans Rudolf Christen

Hans Rudolf Christen (2008)

Hans Rudolf Christen (* 3. Juli 1924 in Bern; † 18. August 2011) war ein Schweizer Chemiedidaktiker und Autor mehrerer Lehrbücher zur Chemie.

## Leben
Hans Rudolf Christen wuchs als Sohn des Hermann Christen und seiner Mutter Bertha Christen (geborene Schinz) in Winterthur auf, wo sein Vater Professor für Mathematik, Maschinenzeichnen und Technologie an der dortigen Technikum Winterthur (Ingenieurschule) war. Christen studierte von 1943 bis 1948 Chemie und Botanik an der ETH Zürich, wo er 1950 mit dem Doktorat (Dr. sc. nat.) abschloss. Ab 1948 war er als Hilfslehrer für Chemie an der Kantonsschule Im Lee in Winterthur, bis 1951 als Lehrbeauftragter, nachher als Hauptlehrer und bis 1985 als Abteilungsvorstand tätig.
1965 nahm er einen Lehrauftrag für Didaktik des Chemieunterrichts an der Universität Zürich an und erhielt 1974 den Ruf auf den neu geschaffenen Lehrstuhl für Didaktik des Chemieunterrichts an der Universität Tübingen, den er 1975 zugunsten seiner Lehrstelle an der Winterthurer Kantonsschule ablehnte. 1974 wechselte Hans Rudolf Christen an die ETH mit erweitertem Lehrauftrag für Didaktik der Chemie. An der Winterthurer Kantonsschule nahm er nur noch eine halbe Lehrerstelle wahr. 1983 wurde ihm von der ETH Zürich der Titel eines Professors verliehen. 1989 wurde Christen pensioniert.
Als Lokalpolitiker sass er im Grossen Gemeinderat von Winterthur.

## Literarisches Schaffen
Christen ist Autor einer großen Anzahl von Chemie-Lehrbüchern für Gymnasium und Hochschule, die zu Standardwerken wurden. Sein Grundgedanke war dabei, statt einer beschreibenden Stoffchemie durchgängig moderne erklärende Theorien für chemische Reaktionen heranzuziehen und ein ordnendes Modelldenken für den Chemieunterricht einzuführen. Christen hat sich bleibende Verdienste um einen schülergemäßen und zugleich anspruchsvollen Chemieunterricht erworben. Seine Einführung in die Chemie fand an Schulen reges Interesse. Er gilt als ein führender Chemiedidaktiker des 20. Jahrhunderts. 
Sein Lehrbuch Grundlagen der allgemeinen und anorganischen Chemie verhalf den Chemiestudenten, insbesondere durch die leicht verständlichen vorgerechneten Beispiele, zu einem guten Verständnis von physikalisch-chemischen und anorganischen Vorgängen. Kurzgefasst und klar formuliert enthielt es die wichtigsten grundlegenden Inhalte, ohne den Studenten gleich zu Beginn seines Studiums mit komplizierten mathematischen Ableitungen oder zu umfangreichem Detailwissen zu belasten. Sehr hilfreich war auch das gut durchdachte Tabellenmaterial, so dass schnell thermodynamische Gleichgewichte, Redoxgleichungen, pH-Werte, Löslichkeitsprodukte, Siedepunktserhöhungen berechnet werden konnten. 
1990 hat Christen seine Fachdidaktik in seinem Buch Chemieunterricht dargestellt. 1997 hat er seine Meinung zur schulischen Akzeptanz des Chemieunterrichts in einer Polemik zusammengefasst.
Daneben interessierte Christen sich bereits als Gymnasiallehrer für das Plankton aus Teichen und Kleinseen. Im Zeitraum 1958 bis 1963 entstanden daraus zahlreiche Arbeiten über farblose Euglenozoa und andere Algen. In einer ausführlichen Arbeit widmete Christen sich dem Chemismus und der Biologie des Husemersee bei Andelfingen, der so zu einem der bestuntersuchten Kleinseen der Schweiz wurde. In diesen Arbeiten sind auch zahlreiche neue Arten beschrieben.

## Ehrungen
- 1976 Gmelin-Beilstein-Gedenkmünze der Gesellschaft Deutscher Chemiker für „Verdienste um die chemische Literatur“
- 1982 Ehrenmitglied des Institut Grand Ducal in Luxemburg
- 1994 Ehrendoktorwürde der Universität Bern
- 1999 Ehrendoktorwürde der Universität Oldenburg

## Schriften (Auswahl)
Die Ausgaben für die Schweiz sind im Verlag Sauerländer erschienen, die Lizenzausgaben für Deutschland im Verlag Moritz Diesterweg.
- Chemie. Sauerländer, Aarau 1962; Neuausgabe (mit Günter Baars) ebd. 1997; Hep, Bern 2008, ISBN 978-3-03905-393-3
- Allgemeine Chemie. Sauerländer, Aarau 1963; Neuausgabe (mit Günter Baars) ebd. 1995; Hep, Bern 2008, ISBN 978-3-03905-394-0
- Einführung in die Chemie. Sauerländer, Aarau 1965; Neuausgabe ebd. 1977, ISBN 3-7941-1615-1
- Grundlagen der allgemeinen und anorganischen Chemie. Sauerländer, Aarau 1968; 9. A. 1988, ISBN 3-7941-0162-6
- Grundlagen der organischen Chemie. Sauerländer, Aarau 1970; 6. A. 1985, ISBN 3-7941-2210-0
- Atommodelle, Periodensystem, chemische Bindung. Sauerländer, Aarau 1972, ISBN 3-7941-0128-6
- Säure-Base-Gleichgewichte, Redoxvorgänge. Sauerländer, Aarau 1973, ISBN 3-7941-0250-9
- Chemie organischer Naturstoffe. Sauerländer, Aarau 1974, ISBN 3-7941-0251-7
- Thermodynamik und Kinetik chemischer Reaktionen. Sauerländer, Aarau 1974, ISBN 3-7941-0249-5
- Struktur, Stoff, Reaktion. 8 Bände. Sauerländer, Aarau 1974–79
- Vom Atom zum Makromolekül. Organische Chemie – Biochemie – Technische Anwendungen (mit Herbert Kiechle). Sauerländer, Aarau 1983, ISBN 3-7941-1484-1
- Struktur und Energie. Eine Einführung in die allgemeine Chemie. Sauerländer, Aarau 1985, ISBN 3-7941-1723-9
- Chemie. Auf dem Weg in die Zukunft. 2 Bände. Sauerländer, Aarau 1988/89, ISBN 3-7941-2717-X (Hauptband), ISBN 3-7941-3057-X (Arbeitsheft)
- Organische Chemie. Von den Grundlagen zur Forschung (mit Fritz Vögtle). 3 Bände. Sauerländer, Aarau 1988–94, ISBN 3-7941-3001-4 (Band 1), ISBN 3-7941-3002-2 (Band 2), ISBN 3-7941-3639-X (Band 3)
- Chemieunterricht. Eine praxisorientierte Didaktik. Birkhäuser, Basel 1990, ISBN 3-7643-2485-6

## Nachruf
- Günter Baars: Hans Rudolf Christen (1924–2011), Nachrichten aus der Chemie 60 (2012) 156. doi:10.1002/nadc.201290090
- Max Steffen: Zum Gedenken an Hans R. Christen. In: Der Landbote. 31. August 2011, S. 12.